# 瀬谷勇次郎
瀬谷 勇次郎（せや ゆうじろう、1870年3月 - 1938年2月26日）は、明治から昭和時代戦前の政治家、実業家。貴族院多額納税者議員。

## 経歴
茨城県東茨城郡、のちの石塚町（常北町を経て現城里町）出身。瀬谷弥八郎の長男として生まれ、1904年（明治37年）家督を相続する。農業を営む。
1894年（明治27年）以降、茨城県茶業組合連合会議員、同県煙草耕作連合会副会長、同県山林会評議員、茨城県会議員、参事会員のほか、石塚米穀市場、常盤砂利、石塚繭糸市場各社長、常陸銀行、千代田肥料、茨城鉄道などの取締役を歴任した。
1926年（大正15年）7月には茨城県多額納税者として補欠選挙で貴族院議員に互選され、同年7月19日に就任し1932年（昭和7年）9月28日まで務めた。